# العلاقات المكسيكية الليختنشتانية
العلاقات المكسيكية الليختنشتانية هي العلاقات الثنائية التي تجمع بين المكسيك وليختنشتاين.

## مقارنة بين البلدين
هذه مقارنة عامة ومرجعية للدولتين:
| وجه المقارنة                                              | المكسيك                                                                               | ليختنشتاين                                 |
| --------------------------------------------------------- | ------------------------------------------------------------------------------------- | ------------------------------------------ |
| المساحة (كم2)                                             | 1.97 مليون                                                                            | 16                                         |
| عدد السكان (نسمة)                                         | 130.53 مليون                                                                          | 37.47 ألف                                  |
| الكثافة السكانية (ن./كم²)                                 | 66.26                                                                                 | 234.19 ألف                                 |
| العاصمة                                                   | مدينة مكسيكو                                                                          | فادوتس                                     |
| اللغة الرسمية                                             | اللغة الإسبانية                                                                       | اللغة الألمانية                            |
| العملة                                                    | بيزو مكسيكي                                                                           | فرنك سويسري                                |
| الناتج المحلي الإجمالي (بليون دولار)                      | 1.15 تريليون                                                                          | 6.29 مليار                                 |
| الناتج المحلي الإجمالي (تعادل القوة الشرائية) بليون دولار | 2.16 تريليون                                                                          |                                            |
| الناتج المحلي الإجمالي الاسمي للفرد دولار أمريكي          | 9.01 ألف                                                                              |                                            |
| الناتج المحلي الإجمالي للفرد دولار أمريكي                 | 17.32 ألف                                                                             |                                            |
| مؤشر التنمية البشرية                                      | 0.756                                                                                 | 0.908                                      |
| رمز المكالمات الدولي                                      | +52                                                                                   | +423                                       |
| رمز الإنترنت                                              | .mx                                                                                   | .li                                        |
| المنطقة الزمنية                                           | منطقة زمنية وسطى، المنطقة الزمنية الجبلية، زمن منطقة المحيط الهادئ، منطقة زمنية شرقية | توقيت وسط أوروبا، ت ع م+01:00، ت ع م+02:00 |

## منظمات دولية مشتركة
يشترك البلدان في عضوية مجموعة من المنظمات الدولية، منها:
| علم المنظمة | اسم المنظمة                          | تاريخ انضمام المكسيك | تاريخ انضمام ليختنشتاين |
| ----------- | ------------------------------------ | -------------------- | ----------------------- |
|             | الاتحاد البريدي العالمي              | ?                    | ?                       |
|             | مؤتمر الأمم المتحدة للتجارة والتنمية | ?                    | ?                       |
|             | منظمة حظر الأسلحة الكيميائية         | ?                    | ?                       |
|             | منظمة التجارة العالمية               | 1995                 | ?                       |
|             | الأمم المتحدة                        | 7 نوفمبر 1945        | 18 سبتمبر 1990          |
|             | المحكمة الجنائية الدولية             | ?                    | ?                       |
|             | منظمة الشرطة الجنائية الدولية        | ?                    | ?                       |
|             | الوكالة الدولية للطاقة الذرية        | ?                    | ?                       |
|             | الاتحاد الدولي للاتصالات             | 1 يوليو 1908         | 25 يوليو 1963           |

## وصلات خارجية
- موقع وزارة الخارجية المكسيكية